# Kanton Seehausen

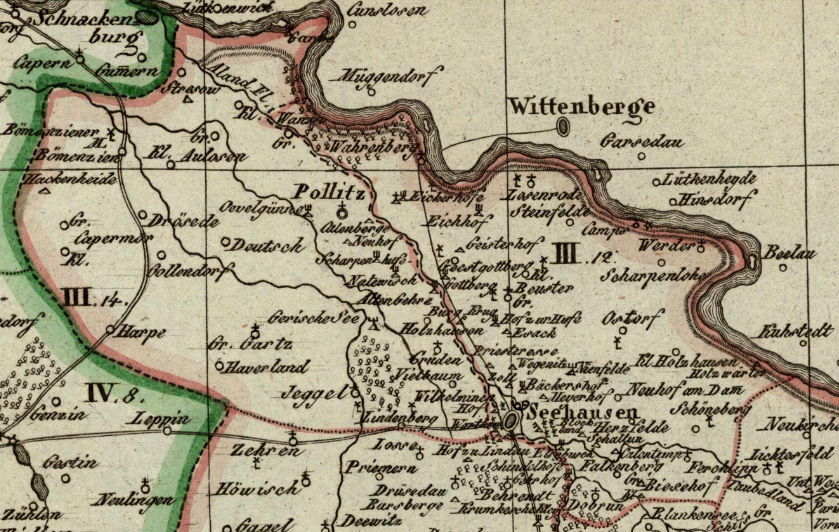
Kanton Seehausen (III.12) im Distrikt Stendal des Departement der Elbe

Der Kanton Seehausen (auch Canton Seehausen) war eine Verwaltungseinheit des Königreichs Westphalen. Er bestand von 1807 bis zur Auflösung des Königreichs Westphalen im Oktober des Jahres 1813 und gehörte nach der Verwaltungsgliederung des Königreichs zum Distrikt Stendal des Departement der Elbe. Kantonshauptort (chef-lieu) war Seehausen (Altmark) im Landkreis Stendal (Sachsen-Anhalt).

## Geschichte
Im Frieden von Tilsit musste Preußen 1807 unter anderen Gebieten auch die Altmark und das Herzogtum Magdeburg westlich der Elbe an das in diesem Jahr neu gegründete Königreich Westphalen abtreten. Aus diesen Gebieten und kleineren, vom Königreich Sachsen abgetretenen Gebieten wurde das Departement der Elbe gebildet, das in vier Distrikte (Magdeburg, Neuhaldensleben, Stendal und Salzwedel) gegliedert war. Der Distrikt Stendal untergliederte sich weiter in 13 Kantone (cantons), darunter der Kanton Seehausen. Zum Kanton Seehausen gehörten zehn Gemeinden (von der heutigen Schreibweise abweichende Originalschreibweisen sind kursiv):
- Seehausen, Kantonshauptort (chef-lieu) mit Priestereß (nicht lokalisiert), Bäckershoff (nicht lokalisiert), Meyerhoff (nicht lokalisiert) und Burgkrug (existiert nicht mehr; Lage:)
- Falkenberg, Dorf mit Dobbrun (Dobrun), Dorf, Schindelhöfe,[Anmerkung 1] Biesehof (Biesehöfe), Schallun, Blockhof (Calentimp oder Blockland) und Elsebusch (nicht lokalisiert)
- Ferchlipp, Dorf, mit Herzfelde
- Neuhof am Damm mit den Meiereien Nienfelde, Wegenitz (Wegeritz), Klein Holzhausen (Klein-Holzhausen) und Unterkamps (Camps)
- Schönberg (Schöneburg), Dorf
- Wahrenberg, Dorf
- Losenrade (Losenrode), Dorf, mit den Meiereien Eickerhöfe, Eickhof und Steinfelde (Wohnplatz bei Losenrade)
- Geestgottberg (Geestgottesberg), Dorf, mit Giesterhoff (heute Straßenname Hohe Geest)
- Groß Beuster, Dorf, mit Klein Beuster
- Scharpenlohe, mit Ostorf, Esack und Hof zur Hufe (Hoff zum Hofe)
- Werder, Dorf (nur auf Karte)[1]

Die Orte gehörten vor/bis 1807 zum Seehausenschen Kreis der Mark Brandenburg, bis auf Werder, das vorher zum Kreis Plattenburg gehörte.
1808 hatte der Kanton Seehausen 5.281 Einwohner
1811 hatte der Kanton Seehausen eine Fläche von 2,66 Quadratmeilen und 5.632 Einwohner. Kantonmaire war ein Herr Schröck, Der Kanton hatte nach dem Hof- und Staatskalender 5.444 Einwohner.
Mit dem Zerfall des Königreich Westphalen nach der Völkerschlacht bei Leipzig wurde die vorherige preußische Verwaltungsgliederung wieder hergestellt. In der Kreisreform von 1816 kam das Gebiet des Kantons Seehausen zum Kreis Osterburg.

## Anmerkung
1. ↑  Die Schindelhöfe sind auch unter dem Kanton Bretsche aufgeführt.

Koordinaten: 52° 53′ N, 11° 45′ O